# Élisabeth de Leiningen-Dagsbourg
Élisabeth de Leiningen-Dagsbourg (en allemand Elisabeth von Leiningen-Dagsburg) est née à Durkheim (comté de Linange-Dagsbourg-Hartenbourg) le 6 mai 1586 et meurt à Hartenbourg le 25 octobre 1623. Elle est une noble allemande fille d'Henri XI (1540-1593) et de Ursula de Fleckenstein (1553-1595). 

## Mariage et descendance
Le 19 janvier 1620 elle se marie à Hartenbourg avec Jean-Philippe II de Leiningen-Dagsbourg-Hartenbourg (1588-1643), fils du comte Henri XII de Leiningen-Dagsbourg (1562-1607) et de Marie-Élisabeth de Deux-Ponts (1561-1629). Le mariage a trois enfants:
- Frédéric-Henri de Leiningen-Dagsbourg-Hartenbourg (1621-1698), marié avec Sybille de Waldeck-Wildungen (1619-1678).
- Jean-Philippe III (1622-1666).
- Adolphe Christian (1623-1645)

Élisabeth est morte peu après la naissance son troisième fils.